# Team BikeExchange-Jayco/Saison 2022
Diese Liste beschreibt die Mannschaft und die Siege des Radsportteams BikeExchange-Jayco in der Saison 2022. 

## Mannschaft
| Teamkader 2022                                    | Teamkader 2022     | Teamkader 2022         | Teamkader 2022                                  |
| Name                                              | Geburtsdatum       | Land                   | Vorheriges Team                                 |
| ------------------------------------------------- | ------------------ | ---------------------- | ----------------------------------------------- |
| Alexandre Balmer                                  | 4. Mai 2000        | Schweiz                | Équipe continentale Groupama-FDJ (2021)         |
| Jack Bauer                                        | 7. April 1985      | Neuseeland             | Quick-Step Floors (2017)                        |
| Sam Bewley                                        | 22. Juli 1987      | Neuseeland             | PureBlack Racing (2012)                         |
| Kevin Colleoni                                    | 11. November 1999  | Italien                | Biesse Arvedi (2020)                            |
| Lawson Craddock                                   | 20. Februar 1992   | Vereinigte Staaten     | EF Education-Nippo (2021)                       |
| Luke Durbridge                                    | 9. April 1991      | Australien             | Jayco-AIS (2011)                                |
| Alexander Edmondson                               | 22. Dezember 1993  | Australien             | Jayco-AIS World Tour Academy (2015)             |
| Tsgabu Grmay                                      | 25. August 1991    | Äthiopien              | Trek-Segafredo (2018)                           |
| Dylan Groenewegen                                 | 21. Juni 1993      | Niederlande            | Jumbo-Visma (2021)                              |
| Kaden Groves                                      | 23. Dezember 1998  | Australien             | SEG Racing Academy (2019)                       |
| Lucas Hamilton                                    | 12. Februar 1996   | Australien             | UniSA-Australia (2017)                          |
| Michael Hepburn                                   | 17. August 1991    | Australien             | Jayco-AIS (2011)                                |
| Damien Howson                                     | 13. August 1992    | Australien             | Jayco-AIS World Tour Academy (2013)             |
| Amund Grøndahl Jansen                             | 11. Februar 1994   | Norwegen               | Jumbo-Visma (2020)                              |
| Christopher Juul-Jensen                           | 6. Juli 1989       | Dänemark               | Tinkoff-Saxo (2015)                             |
| Tanel Kangert                                     | 11. März 1987      | Estland                | EF Pro Cycling (2020)                           |
| Alexander Konychev                                | 25. Juli 1998      | Italien                | Dimension Data for Qhubeka (2019)               |
| Jan Maas                                          | 19. Februar 1996   | Niederlande            | Leopard Pro Cycling (2021)                      |
| Michael Matthews                                  | 26. September 1990 | Australien             | Team Sunweb (2020)                              |
| Cameron Meyer (1. Jan.–4. Sep.)                   | 11. Januar 1988    | Australien             | Dimension Data (2016)                           |
| Luka Mezgec                                       | 27. Juni 1988      | Slowenien              | Giant-Alpecin (2015)                            |
| Kelland O’Brien                                   | 22. Mai 1998       | Australien             | St Kilda Cycling Club (2020)                    |
| Jesús David Peña                                  | 8. Mai 2000        | Kolumbien              | Colombia Tierra de Atletas-GW Bicicletas (2021) |
| Nick Schultz                                      | 13. September 1994 | Australien             | Caja Rural-Seguros RGA (2018)                   |
| Callum Scotson                                    | 10. August 1996    | Australien             | Mitchelton-BikeExchange (2018)                  |
| Dion Smith                                        | 3. März 1993       | Neuseeland             | Wanty-Groupe Gobert (2018)                      |
| Matteo Sobrero                                    | 14. Mai 1997       | Italien                | Astana-Premier Tech (2021)                      |
| Campbell Stewart                                  | 12. Mai 1998       | Neuseeland             | Black Spoke Pro Cycling (2021)                  |
| Simon Yates                                       | 7. August 1992     | Vereinigtes Königreich | 100% me (2013)                                  |
| Elmar Reinders (22. Aug.–31. Dez.)                | 14. März 1992      | Niederlande            | Riwal Cycling Team (2022)                       |
| Marceli Bogusławski (1. Aug.–31. Dez., Stagiaire) | 7. September 1997  | Polen                  | HRE Mazowsze Serce Polski (2022)                |
| Davide De Pretto (1. Aug.–31. Dez., Stagiaire)    | 19. April 2002     | Italien                | Beltrami TSA-Tre Colli (2021)                   |
| Anders Foldager (1. Aug.–31. Dez., Stagiaire)     | 27. Juli 2001      | Dänemark               | Herning CK Elite (2021)                         |
|                                                   |                    |                        |                                                 |
| Quelle: ProCyclingStats                           |                    |                        |                                                 |

## Siege
| Siege    | Siege                                                         | Siege              | Siege  | Siege             | Siege |
| Datum    | Rennen                                                        | Staat              | Klasse | Sieger            |       |
| -------- | ------------------------------------------------------------- | ------------------ | ------ | ----------------- | ----- |
| 3. Feb.  | Saudi Tour, 3. Etappe                                         | Saudi-Arabien      | 2.1    | Dylan Groenewegen |       |
| 5. Feb.  | Saudi Tour, 5. Etappe                                         | Saudi-Arabien      | 2.1    | Dylan Groenewegen |       |
| 13. Mär. | Paris–Nizza, 8. Etappe                                        | Frankreich         | 2.UWT  | Simon Yates       |       |
| 21. Mär. | Katalonien-Rundfahrt, 1. Etappe                               | Spanien            | 2.UWT  | Michael Matthews  |       |
| 22. Mär. | Katalonien-Rundfahrt, 2. Etappe                               | Spanien            | 2.UWT  | Kaden Groves      |       |
| 11. Apr. | Türkei-Rundfahrt, 2. Etappe                                   | Türkei             | 2.Pro  | Kaden Groves      |       |
| 29. Apr. | Asturien-Rundfahrt, 1. Etappe                                 | Spanien            | 2.1    | Simon Yates       |       |
| 1. Mai   | Asturien-Rundfahrt, 3. Etappe                                 | Spanien            | 2.1    | Simon Yates       |       |
| 7. Mai   | Giro d’Italia, 2. Etappe                                      | Ungarn             | 2.UWT  | Simon Yates       |       |
| 14. Mai  | Tour de Hongrie, 4. Etappe                                    | Ungarn             | 2.1    | Dylan Groenewegen |       |
| 21. Mai  | Veenendaal-Veenendaal Classic                                 | Niederlande        | 1.1    | Dylan Groenewegen |       |
| 21. Mai  | Giro d’Italia, 14. Etappe                                     | Italien            | 2.UWT  | Simon Yates       |       |
| 29. Mai  | Giro d’Italia, 21. Etappe                                     | Italien            | 2.UWT  | Matteo Sobrero    |       |
| 16. Jun. | Slowenien-Rundfahrt, 2. Etappe                                | Slowenien          | 2.Pro  | Dylan Groenewegen |       |
| 23. Jun. | US-amerikanische Meisterschaften, Einzelzeitfahren der Männer | Vereinigte Staaten | CN     | Lawson Craddock   |       |
| 3. Jul.  | Tour de France, 3. Etappe                                     | Dänemark           | 2.UWT  | Dylan Groenewegen |       |
| 16. Jul. | Tour de France, 14. Etappe                                    | Frankreich         | 2.UWT  | Michael Matthews  |       |
| 25. Jul. | Prueba Villafranca de Ordizia                                 | Spanien            | 1.1    | Simon Yates       |       |
| 28. Jul. | Vuelta a Castilla y León, Gesamtwertung                       | Spanien            | 2.1    | Simon Yates       |       |